# رولز-رویس پگاسوس
رولز-رویس پگاسوس (به انگلیسی: Rolls-Royce Pegasus) یک موتور هواگرد ساختِ کارخانهٔ رولز-رویس هولدینگز در کشور بریتانیا است .